# 熊徇
熊徇（？—前800年），亦称熊季徇，熊霜之季弟，熊嚴之子。熊霜六年（前822年），去世，三弟爭立。仲雪死；叔堪避難於濮，少弟季徇立，是為熊徇。熊徇十六年，鄭桓公初封於鄭。二十二年，熊徇卒。
《清华大学藏战国竹简》《楚居》上名为熊训。
| 前任： 兄熊霜 | 楚國君主 前822年-前800年 | 繼任： 子熊咢 |